# Willy Freytag
Willy Freytag (* 6. Juni 1873 in Jüterbog; † 8. September 1944 in Neuwied) war ein deutscher Philosoph.

## Leben

### Familie und Ausbildung
Willy Freytag kam in der preußischen Kreisstadt Jüterbog (Provinz Brandenburg) als Sohn des Kaufmanns Reinhold Freytag zur Welt. Sein Vater war dort Inhaber einer Likör- und Obstweinfabrik. Die Eltern schickten den Jungen auf die Bürgerschule. 1883 erwarb sein Vater die Eisengroßhandlung J. A. Uhlig und die Familie zog nach Halle an der Saale, wo er für zwei Jahre auf die lateinische Hauptschule kam und dann sieben Jahre auf das Realgymnasium der Franckeschen Stiftungen, das er zu Ostern 1892 mit dem Reifezeugnis verließ. Er widmete sich zunächst an der Bergakademie Freiberg der Eisenhüttenkunde, ging aber dann seiner Neigung zu den Geisteswissenschaften nach. Nachdem er am Gymnasium in Nordhausen das Abiturientenexamen bestanden hatte, bezog er nacheinander die Universitäten Leipzig, Bonn, München, Halle und nochmals Bonn. Freytag beschäftigte sich anfangs besonders mit historischen, dann mit philosophischen Studien. Am 2. August 1898 wurde er mit einer Arbeit zur Substanzenlehre Lockes an der philosophischen Fakultät der Universität Bonn zum Dr. phil. promoviert.

### Lehrtätigkeit
Freytag blieb an der Fakultät und bereitete seine Habilitation vor, die am 19. Februar 1900 festgestellt wurde. Ebenda bekam er eine Stelle als Privatdozent und wurde mit Wirkung vom 25. März 1908 zum außerordentlichen Professor ernannt.
Auf das Sommersemester 1910 wurde er als Nachfolger von Friedrich Schumann als außerordentlicher Professor auf den Lehrstuhl für Philosophie an der Universität Zürich berufen. Seine Anstellung war in Zürich nicht unumstritten. Einige Kreise zweifelten seine Fähigkeiten als Dozent an. Er stand im Ruf, sich Themen sehr abstrakt anzunähern, was mit Blick auf die akademische Ausbildung der Studenten als nachteilig angesehen wurde. Die von der philosophischen Fakultät beantragte Beförderung zum Ordinarius wurde von der Leitung der Hochschule erst nach mehreren Vorlesungsbesuchen und trotz einiger Vorbehalte 1911 bewilligt. Mit der Wahl Freytags wich die eher experimentelle Ausrichtung des Lehrstuhls, für die sein Vorgänger gestanden hatte, einer klaren Rückbesinnung auf die geschichtlichen Grundlagen der Philosophie sowie die systematische Philosophie. Zu seinem Lehrauftrag zählte u. a. auch die Geschichte der Pädagogik als Teil der universitären Lehrerausbildung.
In den über zwei Jahrzehnten im Dienste der Zürcher Universität betreute Freytag 25 Dissertationen.
Die Lehrtätigkeit Freytags an der Universität Zürich kam 1933 zu einem Ende, nachdem die nationalsozialistische Gesinnung des deutschen Philosophieprofessors, der in der NSDAP/AO auch kurzzeitig das Amt als Kreisleiter für die Nordostschweiz innehatte, öffentlich geworden war. Nach einer Rede an der Delegiertenversammlung des Verbandes deutscher Vereine Zürich, bei der er die Verdienste Adolf Hitlers gelobt hatte, wurde vom Volksrecht und der Neuen Zürcher Zeitung die Frage nach der Tragbarkeit eines bekennenden Nationalsozialisten auf einem Schweizer Lehrstuhl aufgeworfen. Daraufhin reichte Freytag im September 1933 seinen Rücktritt ein und kehrte zusammen mit seiner Frau und den gemeinsamen drei Kindern nach Deutschland zurück.
Willy Freytag starb 1944 im Alter von 71 Jahren bei einem alliierten Luftangriff.

## Schriften
- Die Substanzenlehre Lockes. Diss., Halle a.d.S: Niemeyer Verlag, 1899
- Der Realismus und das Transzendenzproblem. Halle a.d.S: Niemeyer Verlag, 1902
- Die Erkenntnis der Außenwelt. Eine logisch-erkenntnistheoretische Untersuchung. Halle a.d.S.: Niemeyer Verlag, 1904
- Die Entwicklung der griechischen Erkenntnistheorie bis Aristoteles. In ihren Grundzügen dargestellt von W. Freytag. Halle a.d.S.: Niemeyer Verlag, 1905
- Untersuchungen zu einer Wissenschaft vom Sittlichen. Halle a.d.S.: Niemeyer Verlag, 1916
- Die methodischen Probleme der Pädagogik. In: Abhandlungen zur Philosophie und Pädagogik, Heft 3. Leipzig: Reisland, 1924
- Über den Kantischen Idealismus. In: Abhandlungen zur Philosophie und Pädagogik, Heft 11. Leipzig: Reisland, 1924
- Religion und Logik. Gespräch zwischen Anselm und Markwart. In: Pädagogisches Magazin, Nr. 1266. Langensalza: Beyer, 1929
- Ein Bruderschaftsbund vor Jahrtausenden. Das pädagogisch-politische Problem der Pythagoreer. In: Zeitschrift für Geschichte der Erziehung und des Unterrichts. Nr. 32/2. Berlin, 1933
- Irrational oder Rational? Untersuchungen und Entwurf zu einer Deutung. Berlin: Junker und Dünnhaupt, 1935